# Sander van der Weide
Sander van der Weide, född den 21 juni 1976 i Boxtel, Nederländerna, är en nederländsk landhockeyspelare.
Han tog OS-guld i herrarnas landhockeyturnering i samband med de olympiska landhockeytävlingarna 2000 i Sydney.
Han tog därefter OS-silver i herrarnas landhockeyturnering i samband med de olympiska landhockeytävlingarna 2004 i Aten.